# العلبه
العلبه قرية سعودية، تتبع محافظة تربة في منطقة مكة المكرمة.
تقع على وادي تربة من الجهة الجنوبية لمحافظة تربة 
ويوجد بها الكثير من المزارع وتشتهر العلبة بزراعة التمور ويوجد فيها أفضل واجود تمر الصفري كما تشتهر بزراعة الخضار والفواكة على مدار السنة . 

## الوصف
تبعد القرية عن المركز 27 كم بإتجاه الجنوب، نوع الطريق أسفلت. خدمات التعليم: مدرسة هارون الرشيد ـ العلبه الابتدائية ومدرسة العلبه المتوسطة (بنين)، مدرسة العلبه الابتدائية ومدرسة العلبه المتوسطة (بنات). أقرب مدينة أو قرية بها صحة الحشرج. الخدمات العامة: مركز إداري وكهرباء عامة وخدمة بلدية وخدمة بريد وهاتف وبث تلفزيوني.